# Scottville (Michigan)
Scottville é uma cidade localizada no estado americano de Michigan, no Condado de Mason.

## Demografia
Segundo o censo americano de 2000, a sua população era de 1266 habitantes.
Em 2006, foi estimada uma população de 1262, um decréscimo de 4 (-0.3%).

## Geografia
De acordo com o United States Census Bureau tem uma área de
3,8 km², dos quais 3,8 km² cobertos por terra e 0,0 km² cobertos por água. Scottville localiza-se a aproximadamente 211 m acima do nível do mar.

## Localidades na vizinhança
O diagrama seguinte representa as localidades num raio de 24 km ao redor de Scottville.